# Stadsbrand van Münster (1383)
De stadsbrand van 1383 is na de stadsbrand van 1197 en de bombardementen in de Tweede Wereldoorlog de grootste stadsbrand die de Westfaalse stad Münster in zijn geschiedenis heeft getroffen. 
Een kok, die kort na het middaguur bezig was met de bereiding van een gezamenlijke maaltijd voor de leden van het gilde van bontwerkers in een huis bij de Sint-Servatiuskerk zou onvoorzichtig met vuur zijn geweest. Vierhonderd huizen, de Sint-Liudgerkerk en de ingang van de Sint-Egidiuskerk verbrandden. 
Een jaar eerder, in 1382, was  Münster getroffen door de pest waardoor duizenden burgers stierven. Nog ieder jaar houdt men in Münster de Grosse Prozession als nagedachtenis aan deze twee noodlotsjaren.

## Voetnoten
1. ↑  J. Buisman, Pest en brand in Münster - 1382/3